# Lloyd C. Douglas
Pour les articles homonymes, voir Douglas.
Lloyd Cassel Douglas (né le 27 août 1877 à Columbia City (Indiana), mort à Los Angeles le 13 février 1951) est un pasteur et également un auteur américain des plus populaires de son temps. Dans un premier temps, il fut pasteur, marié et père de deux filles. À plus de 50 ans il commença à écrire et prit sa retraite pour se consacrer à l'écriture de romans dès 1933.
Son premier roman, Magnificent Obsession (Le Secret magnifique), publié en 1929, fut immédiatement un véritable succès adapté au cinéma dès 1935.
Il écrivit ensuite Forgive Us Our Trespasses; Precious Jeopardy; Green Light (Le Signal vert); White Banners (Les Bannières blanches); Disputed Passage (Le Passage disputé); Invitation to Live; Doctor Hudson's Secret Journal; The Robe (La Tunique), The Big Fisherman (Le grand pêcheur).
Ses livres veulent transmettre un message chrétien soit à travers une expérience moderne s'inspirant notamment du thème de la médecine, soit 
à travers des récits romancés contemporains du Christ, qui font évoluer des personnages dont il transforme la vie. 

## Adaptations cinématographiques
- Magnificent Obsession (Le Secret magnifique) de John Stahl en 1935 ;
- Magnificent Obsession (Le Secret magnifique), un remake de Douglas Sirk en 1954 ;
- Green Light (La Lumière verte) par Frank Borzage en 1937 ;
- White Banners (La Femme errante) par Edmund Goulding en 1938 ;
- Disputed Passage (Chirurgiens) par Frank Borzage en 1939 ;
- The Robe (La Tunique) vendu à plus de 2 millions d'exemplaires fut adaptée au cinéma par Henry Koster avec Richard Burton dans le rôle principal. Une suite fut tournée en même temps : Demetrius and the Gladiators (Les Gladiateurs), film réalisé par Delmer Daves avec Victor Mature dans le rôle-titre (1954) ;
- The Big Fisherman  (Simon le pêcheur), sur la vie de Saint Pierre fut porté au cinéma par Frank Borzage en 1959.